# Wesmaelius mortoni
Wesmaelius mortoni is een insect uit de familie van de bruine gaasvliegen (Hemerobiidae), die tot de orde netvleugeligen (Neuroptera) behoort. 
Wesmaelius mortoni is voor het eerst wetenschappelijk beschreven door kozlovi Makarkin in 1984.